# Entella Foot-Ball Club 1932-1933
Questa voce raccoglie le informazioni riguardanti l'Entella Foot-Ball Club nelle competizioni ufficiali della stagione 1932-1933.

## Stagione
Nella stagione 1932-1933 l'Entella disputò il campionato di Seconda Divisione Liguria, raggiungendo il 1º posto nel girone B e qualificandosi per i gironi di semifinale.
Prima anche nel girone di semifinale A, disputò la finale contro la Rivarolese che dopo andata e ritorno terminò in parità; allo spareggio prevalse l'Entella che conquistò il titolo di campione ligure di Seconda Divisione.
Il piazzamento nel girone di semifinale le garantì anche l'accesso alle finali nazionali valevoli per la promozione in Prima Divisione.
 Venne inserita nel girone F in cui affrontò l'Albingaunia ed anche in questo caso prevalse allo spareggio, ottenendo la promozione.

## Divise
| Prima divisa |

## Rosa
| N. |                   | Ruolo | Calciatore       |
| -- | ----------------- | ----- | ---------------- |
|    | Italia (bandiera) |       | Basso            |
|    | Italia (bandiera) |       | Boero            |
|    | Italia (bandiera) |       | Mario Bossarelli |
|    | Italia (bandiera) |       | Giovanni Canale  |
|    | Italia (bandiera) |       | Copello          |
|    | Italia (bandiera) |       | Capriccioli      |
|    | Italia (bandiera) |       | Curotto          |
|    | Italia (bandiera) |       | Fermo Foppiano   |

| N. |                   | Ruolo | Calciatore                      |
| -- | ----------------- | ----- | ------------------------------- |
|    | Italia (bandiera) |       | Beppino Gatti                   |
|    | Italia (bandiera) |       | Rodolfo Martinetto              |
|    | Italia (bandiera) |       | Mario Rivarola                  |
|    | Italia (bandiera) |       | Giovanni Battista Sanguineti II |
|    | Italia (bandiera) |       | Scelti                          |
|    | Italia (bandiera) |       | Balin Soracco                   |
|    | Italia (bandiera) |       | Tullio Zanacchi                 |